# Чекризов, Василий Фёдорович
Василий Фёдорович Чекризов (1902—1999) — советский судостроитель, лауреат Сталинской премии 1951 года. Член КПСС в 1922—1991 гг.
Родился в 1902 году в Батуми.
В 1922 г. поступил на рабфак в Тифлисе (Тбилиси), откуда был направлен в Ленинградский политехнический институт, который окончил в 1930 году.
С тех пор до выхода на пенсию работал в Ленинграде на предприятиях судостроительной промышленности.
В 1930—1934 годах начальник участка двух больших стапелей судостроительного завода им. А. Марти. В 1935—1936 годах начальник участка рыболовных траулеров на судостроительном заводе им. А. А. Жданова (ныне ОАО «Северная верфь»). В 1936—1937 гг. начальник корпусного цеха там же.
В 1938 году направлен на завод «Судомех», который то время специализировался на строительстве подводных лодок и их ремонте.
В годы Великой Отечественной войны руководил изготовлением и монтажом долговременных огневых точек (дотов) в районах Павловска, Гатчины, Ям-Ижоры, строительством плашкоутов, ремонтом подводных лодок и других судов, сваркой корпусов бронированных кораблей. Блокадник.
С 1946 года начальник технологического отдела ЦКБ-53 (Северное проектно-конструкторское бюро). Разрабатывал технологию изготовления цельносварных корпусов эскадренных миноносцев проекта 30-бис и участвовал в их постройке на судостроительных заводах.
За эту работу в 1951 году присуждена Сталинская премия.
С 1954 года и до выхода на пенсию в 1962 году работал в отделе главного технолога СКБ-143, которое занималось разработкой проектов атомных подводных лодок.
Награждён медалью «За оборону Ленинграда» (03.06.1943).
Умер в 1999 году в возрасте 97 лет. Похоронен на Долгопрудненском (Центральном) кладбище.
Его блокадный дневник был опубликован:
- Дневник блокадного времени / Василий Фёдорович Чекризов // Труды Гос. музея истории Санкт-Петербурга: альманах. — Санкт-Петербург : [б. и.], 2004. — Вып. 8 … 48 страниц.